# Епархия Кантхо
Епархия Кантхо (лат. Dioecesis Canthoënsis) — епархия Римско-Католической Церкви с центром в городе Кантхо, Вьетнам. Епархия Кантхо входит в митрополию Хошимина. Кафедральным собором епархии Кантхо является церковь Святейшего Сердца Иисуса.

## История
20 сентября 1950 года Римский папа Пий XII издал буллу «Quod Christus», которой апостольский викариат Кантхо, выделив его из апостольского викариата Пномпеня.
24 ноября 1960 года Римский папа Иоанн XXIII издал буллу «Venerabilium Nostrorum», которой преобразовал апостольский викариат Кантхо в епархию.

## Ординарии епархии
- епископ Павел Нгуен Ван Бинь (20.09.1955 — 24.11.1960) — глава апостольской администратуры Кантхо;
- епископ Филипп Нгуен Ким Дьен (24.11.1960 — 30.09.1964);
- епископ Иаков Нгуен Нгок Куанг (22.03.1965 — 20.06.1990);
- епископ Эммануил Ле Фонг Тхюан (20.06.1990 — 17.10.2010);
- епископ Стефан Чи Быу Тхьен (17.10.2010 — по настоящее время).